# Athesia

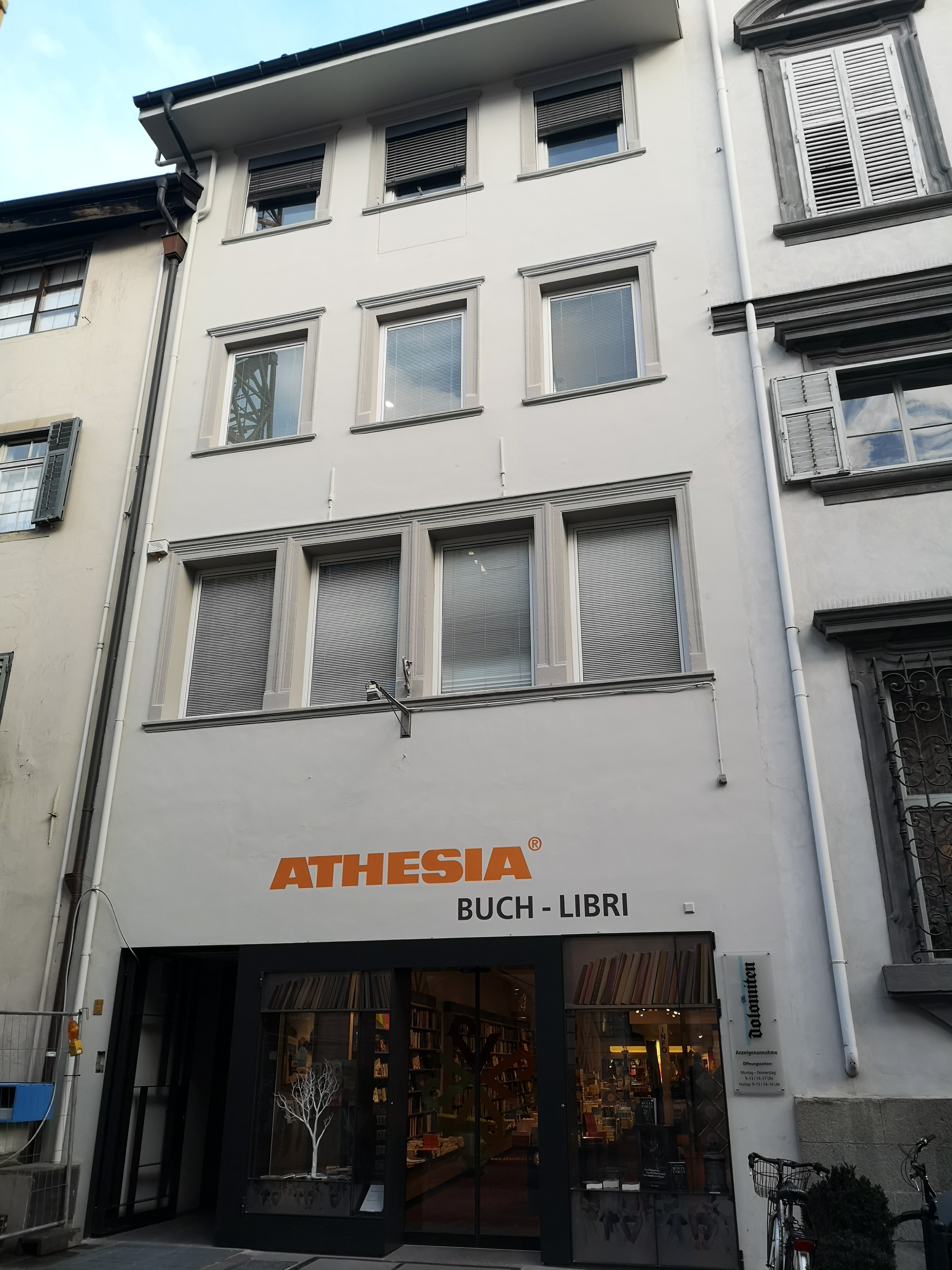
Athesia-Buchhandlung in der Bozener Silbergasse

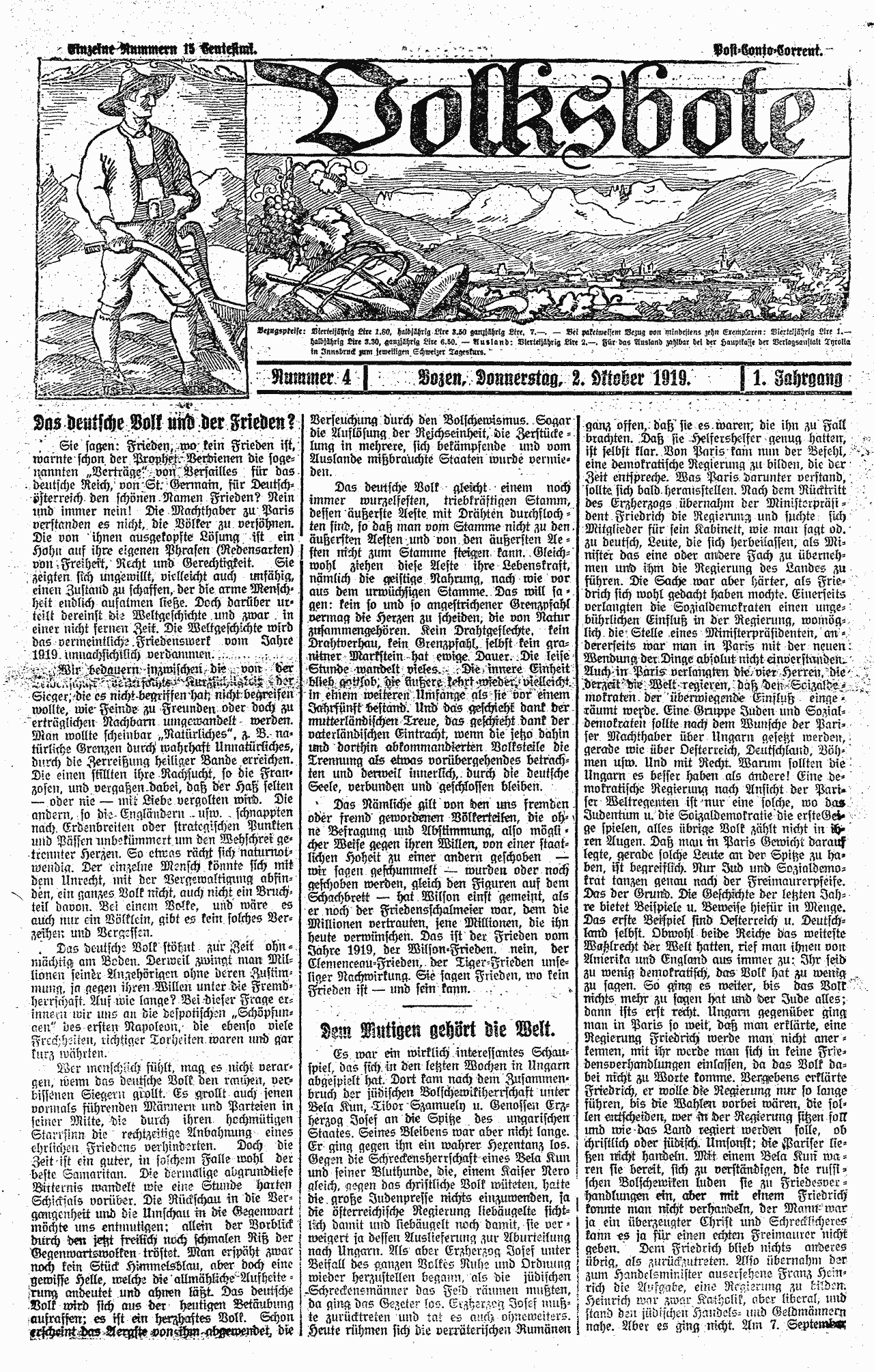
Eine der ersten Ausgaben des von Michael Gamper redigierten Volksboten, Nr. 4 vom 2. Oktober 1919

Die Athesia ist eine Druck- und Verlagsgruppe mit Sitz in Bozen in Südtirol. Sie verlegt unter anderem die beiden auflagenstärksten lokalen Tageszeitungen Dolomiten und Alto Adige. Die Aktien der Holding Verlagsanstalt Athesia AG, die auch diverse Unternehmen in Branchen außerhalb des Kerngeschäfts kontrolliert, sind mehrheitlich im Eigentum der Bozner Familie Ebner sowie der Diözese Bozen-Brixen.

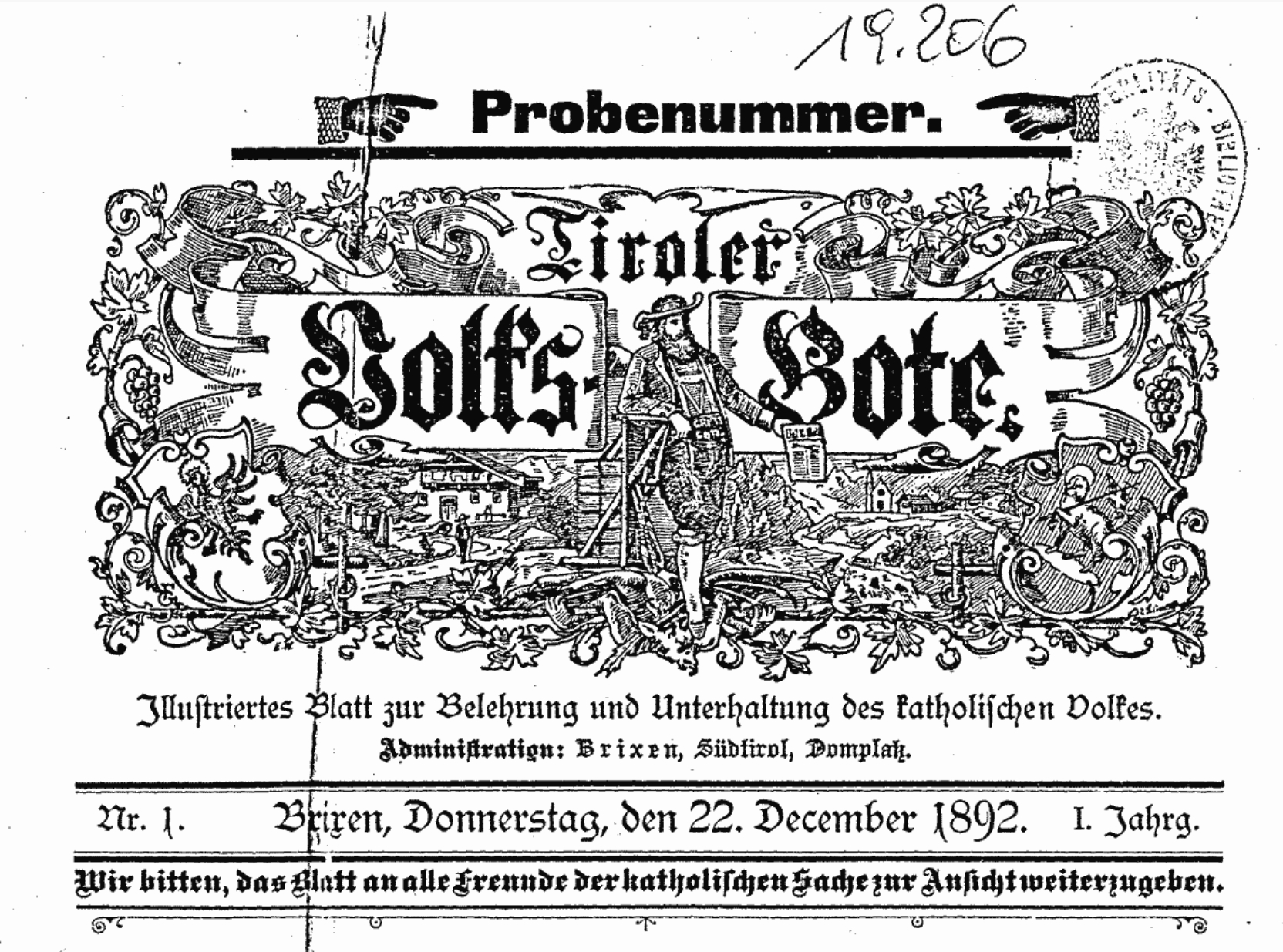
Kopf der ersten Ausgabe des Tiroler Volksboten vom 22. Dezember 1892

Der frühere Politiker und Unternehmer Michl Ebner ist Leiter der gesamten Gruppe und mehrerer Tochterunternehmen.

## Geschichte
1889 wurde in Brixen der Katholisch-Politische Preßverein gegründet, der ab 1892 das erfolgreiche Massenblatt Tiroler Volksbote verlegte.
1899 wurde der Preßverein Tyrolia in Bozen gegründet, um das Blatt Der Tiroler herauszugeben. Ziel war es, ein auflagenstarkes Blatt im Bozener Raum ähnlich den im Raum Brixen erfolgreichen katholisch-konservativen Blättern Brixener Chronik und Tiroler Volksbote zu etablieren. Nach einem Werbeexemplar zu Weihnachten 1899 erschien Der Tiroler ab dem 2. Januar 1900 regelmäßig.
1907 schlossen sich die beiden Preßvereine aus Brixen und Bozen zur Verlagsanstalt Tyrolia GmbH zusammen. Zum Gründungstag am 27. November 1907 verfügte das Unternehmen über Druckereien in Brixen, Bozen und Innsbruck sowie je eine Buch- und Papierhandlung in Bozen, Brixen, Sterzing und Innsbruck. Es erschienen Die Brixener Chronik (dreimal wöchentlich), der Tiroler Volksbote (14-täglich), der Tiroler (dreimal wöchentlich in Bozen), die Tiroler Bauernzeitung (14-täglich) und als Tagblatt in Innsbruck der Tiroler Anzeiger. Gründer war der katholische Priester und Politiker Ämilian Schöpfer, der dem Tyrolia Verlag bis zu seinem Tod 1936 als Präsident vorstand.
Die italienische Besetzung Südtirols im November 1918 beeinträchtigte zunehmend das Unternehmen. Nordtiroler Zeitungen durften nicht mehr über den Brenner gelangen. 1920 sah sich das Unternehmen zur Aufspaltung in zwei Firmengruppen nördlich und südlich des Brenners gezwungen; der Südtiroler Zweig wurde Michael Gamper übertragen, der auch die Südtiroler Ausgabe des Volksboten herausgab und redigierte.

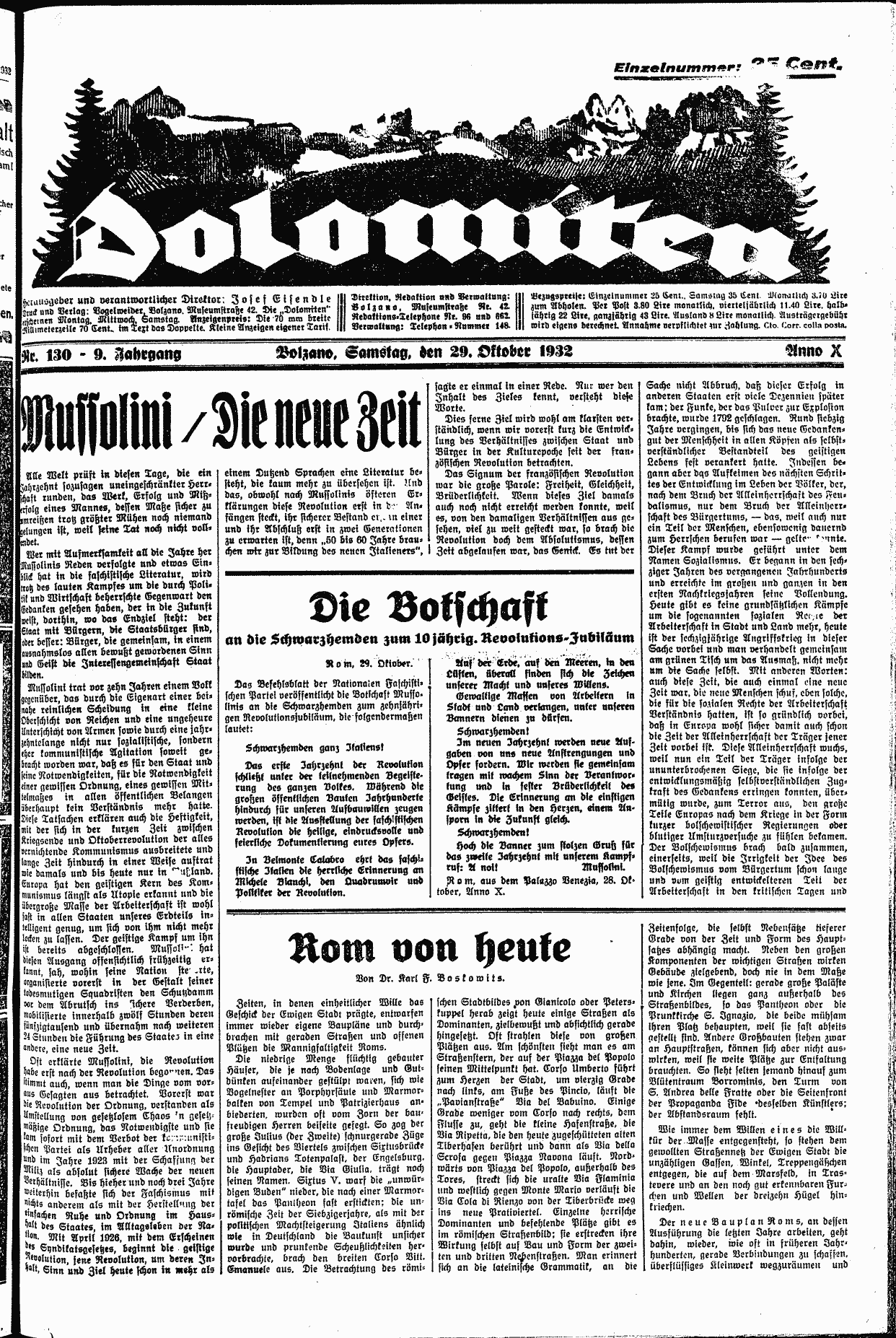
Schlagzeile der Dolomiten vom 29. Oktober 1932 mit offener Huldigung des 10-jährigen Regierungsjubiläums Mussolinis

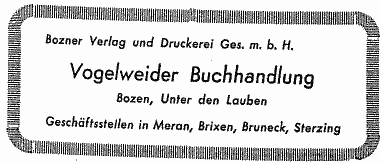
Werbeschaltung der Vogelweider-Buchhandlungen und des Bozner Verlags im nationalsozialistischen Bozner Tagblatt vom 24. Dezember 1943

Infolge der Machtergreifung Benito Mussolinis im Oktober 1922 litt die Firma unter der systematischen Ausradierung des deutschen Kulturgutes in Südtirol, die vor allem Ettore Tolomei, der sog. Totengräber Südtirols, vorantrieb. Da der Name Tirol mit allen Ableitungen verboten war, musste sich die Firma umbenennen und wählte zunächst den Namen Vogelweider, dessen Anfangsbuchstabe auch heute noch das Logo der Firma bestimmt. Als dann alle deutsch klingenden Namen verboten wurden, wich man auf Athesia, abgeleitet vom lateinischen Namen des Flusses Etsch (lateinisch Athesis), aus. Die Innsbrucker Gruppe in Österreich firmiert weiter als Tyrolia. Die von der Athesia verlegte Zeitung Der Tiroler musste in Der Landsmann umbenannt werden und wurde anschließend kurzzeitig stillgelegt. Ab 1926 konnte das Blatt unter dem neuen Namen Dolomiten – ganz im Gegensatz zu den übrigen deutschsprachigen Konkurrenten im Südtiroler Zeitungsmarkt, die verboten blieben – wieder erscheinen, allerdings um den Preis regimefreundlicher Berichterstattung. 1943 wurde die Zeitung von den Nationalsozialisten geschlossen und durch das Bozner Tagblatt ersetzt, die Buchhandlungen und der Verlag blieben aber vollumfänglich bestehen.
Ab 19. Mai 1945 konnte die Tageszeitung Dolomiten, nun mit dem Untertitel „Tagblatt der Südtiroler“, dank einer alliierten Erlaubnis wieder regelmäßig erscheinen.
1966 wurde im Bozner Industriegebiet ein neuer Verlagssitz errichtet, der später mehrmals erweitert wurde. 1989 wurde eine Octoman-Rollenoffsetmaschine angeschafft, 1990 eine 64-Seiten-Zeitungsrotationsmaschine, ab 2012 eine Rotationsmaschine Colorman XXL.

## Athesia-Gruppe
Die Athesia-Gruppe setzt sich aus diversen Unternehmen zusammen, die von der Holding Verlagsanstalt Athesia AG kontrolliert werden. Jahrzehntelang konzentrierte sich der Konzern auf die Bereiche Medien, Buchhandel, Verlag und Druck, seit den 1990er Jahren wurden die Geschäftsfelder zunehmend diversifiziert.
Die Athesia Druck GmbH publiziert verschiedene Periodika (darunter die Dolomiten, die Zett, eine Reihe von Zeitschriften wie das Katholische Sonntagsblatt, die Südtiroler Ausgabe von Reimmichls Volkskalender und die Monatszeitschrift Der Schlern), Bücher und die Nachrichten-Website Südtirol Online (stol.it). 2016 kaufte die Athesia Mehrheitsanteile an der Druckereigenossenschaft SETA, die die italienischsprachigen Tageszeitungen Alto Adige und Trentino (2021 eingestellt) herausgab, 2018 übernahm der Konzern die größte Trentiner Tageszeitung l’Adige; diese Publikationen wurden 2020 in der Gesellschaft SIE gebündelt. Weiters gehören die Radiosender Südtirol 1, Radio Tirol, Tele Radio Vinschgau und Radio Dolomiti zum medialen Portfolio, über Subunternehmen zudem die Websites Südtirol News, kultur.bz.it, second-hand.it und sportnews.bz. Ebenfalls im traditionellen Kerngeschäft tätig sind die Athesia Buch GmbH (Buchhandlungen und Papierwaren) sowie eine Reihe kleinerer Verlage (darunter der Athesia Kalenderverlag und Ferrari-Auer).
Über die Gesellschaft FirstAvenue werden Werbeflächen an Südtiroler Bushaltestellen vermietet, eigene Produkte beworben, Werbung in Südtiroler Kinos geschaltet und Websites wie sentres.com, cippy.it, suedtirol.live und shopping.st betrieben. Mit der Athesia Energy ist die Gruppe im Energiesektor aktiv. Ein weiterer unternehmerischer Schwerpunkt liegt im Bereich Tourismus. Die Alpina Tourdolomit und aveo tours sind in der Reisebranche tätig. 2011 erwarb die Athesia mit einer Bietergemeinschaft das Hotel Therme Meran. 2014 übernahm der Konzern (bis 2018 im Verbund mit der Innsbrucker Unternehmerfamilie Schröcksnadel) die Aktienmehrheit an der Schnalstaler Gletscherbahn.

## Kritik und Kontroversen
Häufig wird die monopolartige Stellung der Verlagsgruppe Athesia im Südtiroler Medienwesen kritisiert. Vor allem die Verquickung mit Teilen der Südtiroler Volkspartei, die enge Bindung an die Diözese Bozen-Brixen und die dominante Stellung der auch politisch und administrativ engagierten Besitzerfamilie Ebner führten demnach zu gelenkter Berichterstattung. Die Übernahme der beiden wichtigsten Tageszeitungen des Trentino ab 2017 führte dort zu ähnlichen kritischen Stellungnahmen. 2018 hat die nationale Aufsichtsbehörde für das Kommunikationswesen eine problematische Medienkonzentration für Trentino-Südtirol in der Hand der Athesiagruppe festgestellt. Im Jahr 2022 haben auch Verbraucherschutzverbände eindringlich auf die mit dem Medienmonopol der Athesia verbundene „Gefahr für die Demokratie“ aufmerksam gemacht. Laut dem Historiker Hannes Obermair handle es sich bei der Medienkonzentration von Athesia weniger um ein Monopol als vielmehr um ein Oligopol.
2021 wurde das von Michl Ebner geleitete Unternehmen „Societá Iniziative Editoriali – S.I.E. Spa“ wegen antigewerkschaftlichen Verhaltens verurteilt, nachdem die von Athesia 2016 erworbene Trentiner Tageszeitung Trentino mit Jahresbeginn 2020 eingestellt und ihre Mitarbeiter entlassen wurden.
2023 versuchte das Unternehmen, mit einer SLAPP-Klage gegen das ihm missliebige Onlineportal Salto.bz vorzugehen. Die Vorgangsweise des Athesiakonzerns wurde auch in internationalen Medien kritisch kommentiert. In der Folge wurde ein zivilgesellschaftlicher Appell gegen den Versuch gerichtlicher Einschüchterung von weit über 1000 Persönlichkeiten des öffentlichen Lebens unterzeichnet. Auch das Onlineportal Dolomitenstadt solidarisierte sich mit Salto.bz.
Im selben Jahr übernahm Athesia erstmalig auch einen regionalen Fernsehsender, um die beherrschende Stellung im regionalen Medienmarkt weiter auszubauen.

## Präsidenten
- Rudolf Marsoner, 1926–1928
- Alois Thaler, 1928–1943[22]
- Toni Ebner sen., 1951–1981
- Johann Gamberoni, 1983–2003
- Alois Müller, 2011–